# Thaden
Thaden är en kommun och ort i Kreis Rendsburg-Eckernförde i förbundslandet Schleswig-Holstein i Tyskland.
Kommunen ingår i kommunalförbundet Amt Mittelholstein tillsammans med ytterligare 29 kommuner.